# 刺续断
刺续断（学名：Morina nepalensis），为川续断科刺参属下的一个植物种。其种加词“nepalensis”意为“尼泊尔的”。
现接受名为刺续断（Acanthocalyx nepalensis subsp. nepalensis, 1984）。